# 공해 (바다)

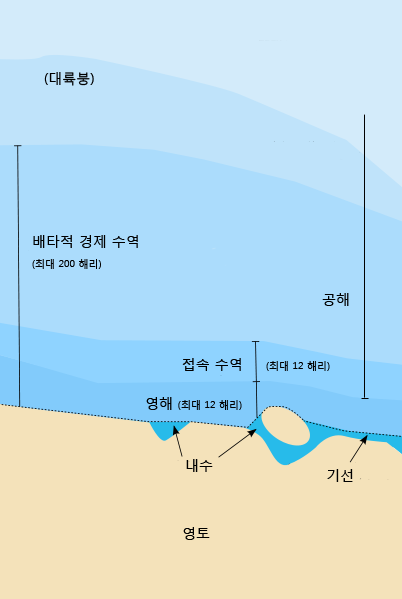
UNCLOS에 따른 수역 구분 개념도.

공해(公海)는 공공의(公) 바다(海)라는 뜻으로 영유권이나 배타권이 특정 국가에 속하지 않는 바다를 말한다. 기선으로부터 200해리에 이르는 구간은 영해(12해리)와 배타적 경제 수역(188해리)로 지정되어 연안 국가에게 각각 영유권과 배타권이 인정되나 200해리 밖으로는 그러한 귀속권이 존재하지 않는다. 이를 규정하는 근거는 UN의 국제 해양법이다. 그리고 공해는 해수공간만을 의미한다. 그러므로 하층토와 해저 지면은 포함되지 않는다.

## 공해자유의 원칙
공해자유의 원칙은, 공해는 어떤 나라에도 속하지 않는다는 것, 어떠한 국가의 주권하에도 있지 않음을 의미하는 국제법의 원칙이다. 15세기 말에는 미국대륙과 동인도로 가는 항로가 발견되자 에스파냐와 포르투갈의 양국은 로마교황의 칙서에 의거하여 대서양·인도양 및 태평양의 영유권을 주장하여 이들 바다를 통과하는 통상무역을 독점하려고 했다. 이에 대하여 영국이나 네덜란드 등에서는 어떤 나라라 할지라도 해양을 영유할 수 없다고 주장하고 이들 해역에 무력으로 진출하여 결국 공해의 자유는 국제법의 원칙으로 되었다.
공해자유의 원칙은 공해가 어떤 나라의 영역에도 들어가지 않는다는 것을 제1의 내용으로 하고 있다. 그와 동시에 공해가 어떤 나라의 지배하에도 들어가 있지 않는다는 결과로서 모든 나라의 국민이 타국의 간섭을 받지 않고 공해를 자유로이 사용할 수 있다는 것을 뜻하기도 한다. 이것을 특히 ‘공해사용의 자유’라고 한다. 그 대표적인 것으로는 항해의 자유, 어업의 자유, 해저전선 부설의 자유, 공해상공 비행의 자유 등이 있다.

## 공해의 질서
공해를 어떤 나라도 지배할 수 없다는 것은 공해의 질서유지에 책임을 지는 나라가 없다는 의미가 된다. 그래서 국제법에서는 선박에도 인간과 같이 국적을 부여하여 각기 소속하는 나라의 국기를 달도록 하고 이들 선박은 공해상에 있어서 본국의 배타적인 관할권에 따르는 것으로 하고 있다. 즉, 그 선박에 대하여는 본국의 법률이나 명령이 적용되고 그 선박내에서 발생하는 사건에 대하여는 본국의 재판권이 행사되며, 공해를 항해하고 있는 선박이 마치 그 배의 본국 항구에 정박하고 있는 것과 꼭 같이 본국의 통제 하에 둠으로써 공해의 질서유지에 대한 책임을 각국에서 분담한다는 것이 공해제도의 특징이다.
공해를 각국의 선박이 소속하는 나라의 법령에 따라 항해하는 관계로 각 선박에 대하여 적용하는 항해규칙이 제각기 다르다면 해상교통의 안전은 기할 수 없게 되므로, 이러한 문제를 해결하기 위하여 지금까지 수많은 조약이 체결되어 각국에서 자국(自國)의 선박에 적용하는 규칙에 대하여 통일성을 갖도록 노력해 왔다. 그리고, 공해상의 선박이 제각기 본국의 배타적인 관할권에 복종한다는 원칙을 철저히 관철하게 되면, 예를 들어 공해상에서 불법행위를 하는 선박이 나타날 경우에 타국은 이 배를 나포할 수 없게 된다. 그래서 국제법에서는 특히 군함에게 공해상의 타국 상선에 대한 경찰권을 인정하여, 해적과 노예수송의 혐의가 있는 선박을 조사하고 나포할 수 있는 권한을 예외적으로 허용하고 있는 것이다. 그러나 이 권한의 남용은 엄격하게 금지되어 있다.

## 공해어업의 규제
‘공해자유의 원칙’에 입각하여 공해에 있어서의 어업은 자유이다. 그러나 최근에는 어업 기술이 많이 발달하여 그대로 방치해 둔다면 난획(亂獲)으로 말미암아 어업자원을 고갈시킬 우려가 생겼다. 국제법의 원칙면에서 볼 때 공해에서 어선의 활동을 규제할 수 있는 것은 그 어선의 본국밖에 없다. 그래서 같은 해역에서 어업을 하고 있는 각국 어선의 본국간에 조약을 맺어 그 지역의 어업활동에 대하여 어구(漁具)를 제한한다거나 어획고를 규제하여 어업자원의 보존에 힘쓰고 있다. 이러한 종류의 어업조약으로서 미·일 어업조약, 한·일 어업협정 등이 있다.

## 같이 보기
- 배타적 경제 수역
- 영해
- 접속수역
- 해양법에 관한 국제 연합 협약